# Lluís Castañer i Viñas
Lluís Castañer i Viñas (Banyoles, 26 d'agost de 1932 - Figueres, 18 de gener de 2003) fou un futbolista català de la dècada de 1950.

## Trajectòria
Es va formar al CD Banyoles i a l'Espanyol juvenil. A continuació jugà a Saragossa, a diversos equips, Escoriaza, Atlético Universitario de Zaragoza i Reial Saragossa. El 1955 fitxà pel FC Barcelona, però es va trencar el peu en el primer partit que jugà. La següent temporada la passà al CD Comtal i l'any 1957 fitxà per l'Sporting de Gijón, on romangué durant cinc temporades. Acabà la seva carrera a la UE Figueres.
L'any 1968 es va treure el títol d'entrenador i dirigí clubs com el CD Banyoles, AE Roses o UE Figueres.